# Symfonie nr. 3 (Rachmaninov)
Symfonie nr. 3 in a mineur, opus 44 is een compositie voor orkest van Sergej Rachmaninov.

## Geschiedenis
Rachmaninov componeerde zijn derde symfonie tussen juni 1935 en juni 1936, enkele jaren na de Rapsodie op een thema van Paganini en de Variaties op een thema van Corelli (daarvoor had hij lange tijd niet gecomponeerd, althans niets vrijgegeven). Zijn vorige symfonie, de tweede dateert zelfs uit 1908, bijna dertig jaar daarvoor. Sinds hij Rusland verlaten had was componeren een luxe geworden voor Rachmaninov, voor wie optreden als pianist de belangrijkste bron van inkomsten was. Hij componeerde het werk in Zwitserland in Villa Senar. Het bestaat uit drie delen en volgt daarmee niet het traditionele patroon van vier delen; het duurt ongeveer veertig minuten. De première vond plaats op 6 november 1936; Leopold Stokowski dirigeerde het Philadelphia Orchestra. De critici waren over het algemeen niet enthousiast. Rachmaninov was vooral gepikeerd door het feit dat iemand had geschreven dat hij "geen derde symfonie meer in zich had". Zelf was hij ervan overtuigd dat hij een van zijn beste werken had geschreven. Latere commentatoren gaven hem gelijk.

## Delen
- Lento - Allegro moderato - Allegro
- Adagio ma non troppo - Allegro vivace
- Allegro - Allegro vivace - Allegro (Tempo primo) - Allegretto - Allegro vivace.

## Orkestbezetting
De orkestratie is voor 3 fluiten (3e ook piccolo), 3 hobo’s (3e ook althobo), 3 klarinetten (3e ook basklarinet), 3 fagotten (3e ook contrafagot), 4 hoorns, 3 trompetten, 3 trombones, tuba, pauken, slagwerk (5 spelers), harp, celesta en strijkers.

## Opnames
- Sergej Rachmaninov als dirigent van het Philadelphia Orchestra, opgenomen in 1939.
- David Zinman als dirigent van het Baltimore Symphony Orchestra, opgenomen in mei 1994.
- Vladimir Asjkenazi als dirigent van het Concertgebouworkest, opgenomen in november 1980 (Decca Records: 448116-2, Symphonies 1-3).
- Michail Pletnev als dirigent van het Russisch Nationaal Orkest, opgenomen in 1998.